# Сквер имени Платова (Новочеркасск)
Сквер имени Платова  (Атаманский сквер) — сквер в городе Новочеркасске, расположенный на Александровской площади. Создавался в 1874—1877 годах.

## История
Сквер в городе Новочеркасске Ростовской области, расположенный в центре города на Александровской площади ведёт свою историю с августа 1874 года. Одним из создателей сквера был начальник Новочеркасского водопровода, инженер, коллежский советник Матвей Михайлович Решетовский. В настоящее время сквер благоустроен и озеленен, в нем работает фонтан, имеются широкие пешеходные дорожки и скамейки.
В архивных документах Ростовской области найдены материалы, повествующие о том, что инженер Матвей Михайлович Решетовский 9 сентября 1874 года сообщал в Комитет по устройству Новочеркасска: «… Мною составлена смета и чертеж на устройство сквера на площади перед Атаманским домом, которую при сем в Комитет честь имею представить, смета же на устройство фонтана на этой же площади будет представлена в непродолжительное время».
В разное время сквер носил разные названия — Атаманский, Сквер имени В. И. Ленина. В настоящее время сквер носит название «Сквер имени М. И. Платова», поскольку в нём находится памятник атаману Донского казачьего войска Матвею Ивановичу Платову. Рядом со сквером находится Александровская площадь, Атаманский дворец (1863). Во дворце останавливались во время пребывания на Дону высочайшие особы, среди них Государи Императоры Александр II, Александр III, Николай II. В первые годы Советской власти в Атаманском дворце был детский дом № 7, потом — Рабочий клуб имени Карла Маркса, Рабоче-крестьянская инспекция. С 1936 года в здании находился Горсовет.

Современный памятник атаману Платову в сквере Новочеркасска

В феврале 1921 года в сквере были похоронены члены Новочеркасского продотряда, погибшие при выполнении продразверстки. Стоявший в сквере памятник М. И. Платову был признан не соответствующим «прямой несообразностью происходящим в городе революционным преобразованиям». Памятник был укрыт деревянной обшивкой. В 1923 году скульптура атамана была снята с пьедестала и отдана в городской краеведческий музей (ныне Новочеркасский музей истории Донского казачества). В 1933 году памятник был переплавлен на подшипники местным заводом имени А. А. Никольского.
Зимой 1925 года на пьедестале памятника М. И. Платову установили скульптуру В. И. Ленина. Скверу было присвоено имя В. И. Ленина.
У памятника В. И. Ленину в феврале 1943 года похоронили солдат и офицеров, погибших в боях за освобождение Новочеркасска от немецко-фашистских захватчиков. В 1948 году останки солдат перенесли в братскую могилу на городском кладбище, но сохранили братские могилы офицеров и продотрядовцев. На них в 1955 году установили памятники. Скульптуру
В. И. Ленина в 1945 году заменили новой. В 1961 году на её месте установили другую скульптуру В. И. Ленина скульптора А. И. Страхова. В 1988 году Совет Министров РСФСР разрешил восстановить в Новочеркасске памятник М. И. Платову. Московский скульптор Александр Тарасенко создал скульптуру атамана близкой к оригиналу. Автором проекта нового памятника М. И. Платову был и скульптор А. А. Скнарин. В 1993 году вновь произошло открытые варианта памятника М. И. Платову на старом месте и на том же самом пьедестале.
В сквере установлен камень в память о трагических событиях 1962 года в Новочеркасске.
При подготовке к 200-летию Новочеркасска была увеличена территория сквера. В нём разбили цветник и сделали еще один фонтан.